# Trésor (liturgie)
Pour les articles homonymes, voir Trésor (homonymie).

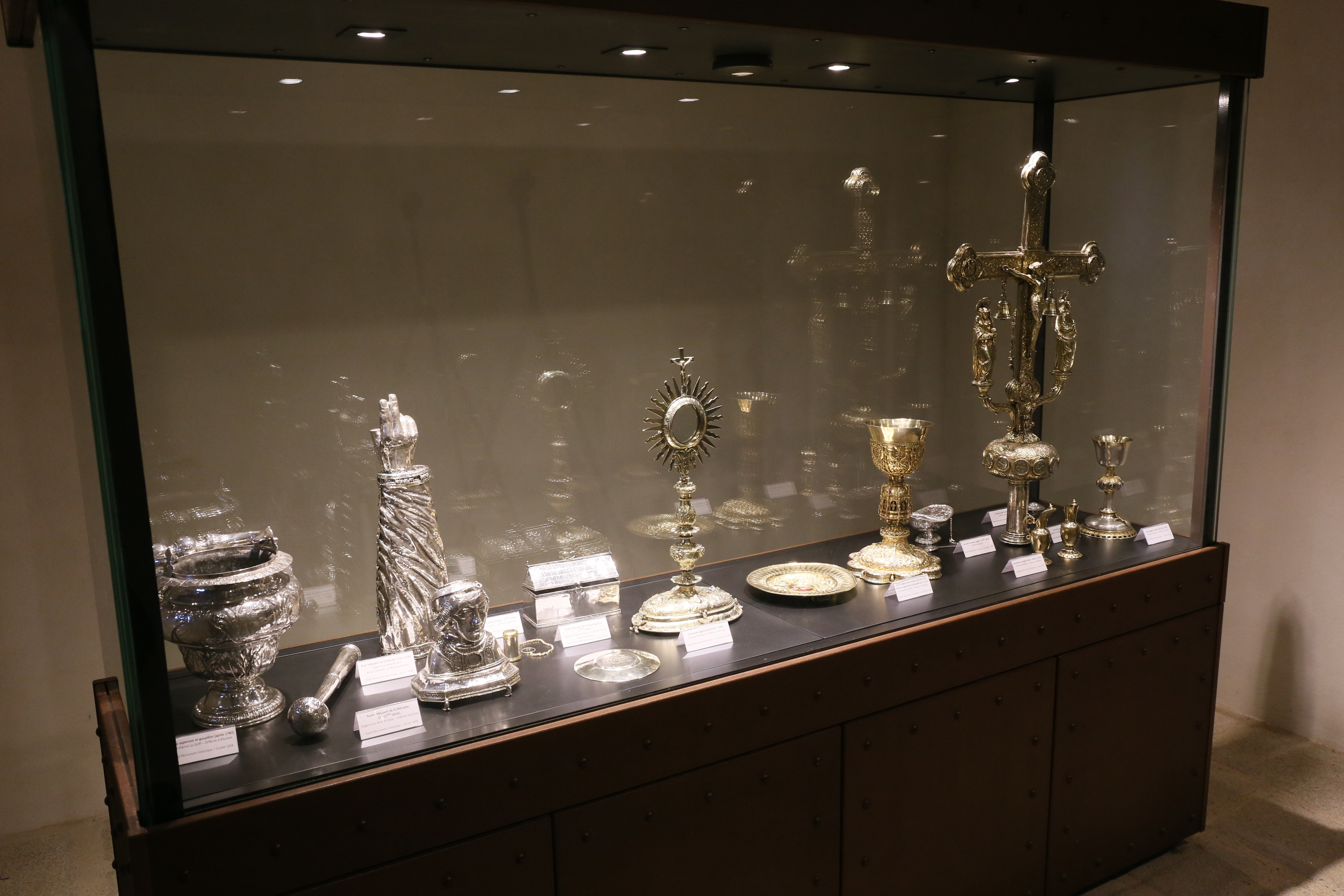
Vitrine du trésor de Saint-Jean-du-Doigt, Finistère.

Un trésor liturgique ou trésor d'église est l'endroit où une église, une cathédrale, un monastère ou une congrégation religieuse rassemble ses biens les plus précieux : reliques, vêtements sacerdotaux, orfèvrerie (ciboires, calices, patènes, croix, ostensoirs, manuscrits, etc.) afin de les exposer et de les préserver. En France, les objets antérieurs à 1905 appartiennent désormais à l'État en fonction de la loi de 1905 mais peuvent être utilisés par le clergé pour les besoins du culte. Il y aurait 270 trésors d'orfèvrerie en France.
Les trésors liturgiques constituent souvent de véritables musées et peuvent la plupart du temps être visités par les fidèles et les touristes. Leur accès est parfois payant alors que l'accès aux églises reste gratuit.

## Trésors notables

### Autriche
- Musée de la cathédrale Saint-Rupert de Salzbourg
- Trésor impérial au palais des Hofburg, Vienne
- Musée de la cathédrale Saint-Étienne de Vienne

### République Tchèque
- Trésor de Saint-Guy de la cathédrale Saint-Guy , Prague

### Angleterre
- Cathédrale de Canterbury
- Cathédrale de la Vierge Marie de Lincoln
- Cathédrale de Durham

### France
- Cathédrale Notre-Dame de Paris, dont la Sainte Couronne
- Basilique de Saint-Denis
- Cathédrale Notre-Dame de Reims, du palais du Tau

### Allemagne
- Trésor de la cathédrale d'Aix-la-Chapelle
- Trésor de la cathédrale Saint-Pierre-et-Saint-Georges, musée diocésain de Bamberg
- Trésor de la cathédrale de Brunswick, appelé plus tard le trésor des Guelfes, largement vendu depuis 1928
- Trésor de la cathédrale d'Essen
- Trésor de la cathédrale Saints-Étienne-et-Sixte d'Halberstadt
- Musée de la cathédrale Sainte-Marie de l'Ascension de Hildesheim (trésor de la cathédrale et musée diocésain)
- Trésor de la cathédrale de Cologne
- Musée épiscopal de la cathédrale et du diocèse de Mayence, cloître de la cathédrale Saint-Martin
- Musée diocésain d'Osnabrück avec le trésor de la cathédrale Saint-Pierre
- Musée diocésain de l'archevêché de Paderborn (de)
- Trésor de la cathédrale et musée diocésain de Passau (de)
- Trésor de la cathédrale Notre-Dame-de-l’Assomption-et-Saint-Étienne de Spire au musée historique du Palatinat
- Trésor de la collégiale Saint-Servais de Quedlinbourg
- Musées diocésains de Ratisbonne
- Trésor de la cathédrale Saint-Pierre de Trèves dont une Sainte Tunique
- Trésor de la cathédrale Saint-Kilian de Wurtzbourg
- Le musée de l'abbaye de Xanten (de) et la cathédrale Saint-Victor
- avec aussi les cathédrales de Bautzen, Mersebourg, Minden, Naumbourg, etc.

### Italie
- Trésor de la cathédrale de Bolzano au musée de la cathédrale, ancienne maison du prévôt
- Trésor du musée diocésain de Bressanone (it)
- Cathédrale de Monza, avec la couronne de fer de Lombardie, le diptyque de Stilicon, ainsi que plusieurs petites ampoules de Monza (en) en métal du VIe siècle
- Trésor de la cathédrale de Troia situé dans l'ancien séminaire épiscopal
- Cathédrale de Monreale, et son important trésor au musée diocésain
- Cathédrale de Palerme, le trésor comprend la couronne de l'impératrice Constance d'Aragon
- Trésor de la basilique Saint-Marc de Venise, célèbre pour sa collection d'objets byzantins
- Basilique Saint-Pierre du Vatican, et à Rome dans de nombreuses autres églises, notamment romanes

### Pays-Bas
- Trésor de la basilique Saint-Servais, Maastricht

### Portugal
- Trésor de la cathédrale de Braga

### Espagne
- Trésor de l'Escurial à Madrid

### Suisse
- Trésor de la cathédrale Notre-Dame de Bâle, dont la Rose d'or et l'Antependium (devant d'autel) au musée de Cluny à Paris, et la majeure partie au musée historique de Bâle.